# Francisco Massinga
Whiskey, właśc. Francisco Massinga (ur. 6 maja 1986 w Matoli) – mozambicki piłkarz grający na pozycji obrońcy.

## Kariera klubowa
Karierę piłkarską Whiskey rozpoczął w klubie CD Maxaquene i w jego barwach zadebiutował w 2006 roku w pierwszej lidze mozambickiej. W 2008 roku przeszedł do Ferroviário de Maputo, z którym w tym samym roku został mistrzem kraju. Z kolei w 2009 roku sięgnął po dublet - mistrzostwo i Puchar Mozambiku. W 2016 roku zakończył karierę w Maxaquene.

## Kariera reprezentacyjna
W reprezentacji Mozambiku Whiskey zadebiutował 28 kwietnia 2007 roku w wygranym 2:0 meczu Pucharu COSAFA 2007 z Seszelami. W 2010 roku został powołany do kadry na Puchar Narodów Afryki 2010, na którym był rezerwowym i nie rozegrał żadnego spotkania. Od 2007 do 2012 wystąpił w kadrze narodowej 28 razy i strzelił 1 gola.